# Олдбой (фильм, 2013)
«Олдбо́й» (англ. Oldboy) — американский ремейк культового южнокорейского фильма Пака Чхан Ука, снятого в 2003 году по мотивам одноимённой манги Гарона Цутия и Нобуаки Минэгиси. Режиссёром фильма является Спайк Ли, сценаристом — Марк Протосевич.
Премьера в США состоялась 27 ноября 2013 года, в России — 28 ноября 2013 года.

## Сюжет
В 1993 году исполнительный директор по рекламе алкогольных напитков Джозеф Дюссе напивается после потери крупного заказа. Прежде чем потерять сознание, он видит женщину с жёлтым зонтиком. Проснувшись, он обнаруживает, что заперт в комнате, похожей на гостиничный номер. Его невидимые тюремщики обеспечивают его едой, водкой и предметами личной гигиены, но не объясняют, почему он находится в заточении. Джозеф видит в новостях сообщение о том, что его бывшая жена была изнасилована и убита, и что он является главным подозреваемым, а их 3-летняя дочь Миа была удочерена через систему социального обеспечения.
В течение следующих 20 лет Дюссе бросает пить и приходит в форму, намереваясь сбежать из заточения и отомстить. Попутно он составляет список тех, кто, возможно, хотел посадить его в тюрьму, и пишет письма, чтобы потом передать их Мии. Однажды он видит телевизионное интервью с Мией, которая говорит, что простит своего отца, если когда-нибудь увидит его.
Вскоре после этого Джозефа усыпляют газом и отпускают посреди поля с мобильным телефоном и небольшой суммой денег в кармане. Он замечает женщину с жёлтым зонтиком и бросается в погоню, но теряет её, при этом встречая медсестру Мари, которая предлагает ему свою помощь; Дюссе отказывается от помощи, но берет её визитную карточку. Джозеф идет в бар своего друга Чаки и объясняет, что произошло. Находясь там, Дюссе получает звонок по мобильному телефону от человека, называющего себя «Незнакомцем», который издевается над ним. Джозеф тратит много усилий, чтобы определить, является ли кто-нибудь из мужчин в его списке тем самым «Незнакомцем», но безуспешно. Дюссе падает в обморок от обезвоживания, и Чаки зовет Мари на помощь. Пока он выздоравливает, Мари, прочитав письма Джозефа к Мии, проникается к нему и предлагает дальнейшую помощь. Она помогает ему определить китайский ресторан, который снабжал его едой, пока он был в тюрьме.
Джозеф следует за доставщиком из ресторана на склад, который оказывается нелегальной «тюрьмой» для самых разных людей. Он убивает нескольких охранников, пытает владельца «тюрьмы» Чейни и тот признаётся, что «Незнакомец» организовал как пленение Джозефа, так и его недавнее освобождение. Вернувшись в бар Чаки, Дюссе застаёт там «Незнакомца» с женщиной с жёлтым зонтиком, которая оказывается его телохранителем. «Незнакомец» говорит, что они похитили Мию, но если Дюссе сможет за 46 часов определить его личность и понять, почему он держал Джозефа в плену в течение 20 лет, он освободит Мию, даст Джозефу 20 миллионов долларов бриллиантами и доказательство его невиновности в убийстве бывшей жены, и совершит самоубийство.
«Незнакомец» также сообщает Джозефу о том, что Чейни и его люди хотят отомстить, напав на Мари. Джозеф мчится к ней домой и попадает в плен к Чейни, тот собирается его пытать, но «Незнакомец» звонит Чейни и предлагает деньги за освобождение Джозефа и Мари. Джозеф прячет Мари в отеле и они занимаются сексом, не подозревая, что «Незнакомец» наблюдает за ними через скрытые камеры.
Используя приложение для распознавания музыки, Мари определяет, что мелодия звонка «Незнакомца» — это гимн бывшей академии «Evergreen», в которую ходил Джозеф. Посетив директора, Джозеф пролистывает фотоальбом и узнаёт в «Незнакомце» студента Эдриана Прайса. Чаки ищет это имя в Интернете и приходит к выводу, что дело в сестре Эдриана Аманде. В голосовом сообщении Джозефу он называет Аманду грубым словом и тогда  Эдриан, который перехватил сообщение, приезжает в бар и душит его проволокой от пианино. 
Ночью Джозеф и Мари проникают в здание академии и просматривают архивы; Джозеф вспоминает, как случайно увидел Аманду занимавшейся сексом со взрослым мужчиной и рассказал об этом одноклассникам. Отец Эдриана и Аманды Артур Прайс, как выяснилось, сексуально надругался над своими детьми. После событий в школе семья переехала в Люксембург, где Артур позже застрелил обоих детей и жену и покончил с собой, однако Эдриан выжил. Эдриан полагал, что их отношения в семье были выражением любви и винит в разрушении своей семьи Джозефа, раскрывшего их тайну.
Джозеф идёт в пентхаус Эдриана, убивает его охранницу и правильно отвечает на вопросы о личности «Незнакомца» и причинах заточения. Эдриан передаёт ему бриллианты и улики и сопровождает его туда, где должна находиться Миа. Эдриан показывает, что интервью с «Мией» было ненастоящим и эта девушка была наёмной актрисой. Родной дочерью Джозефа на самом деле является Мари. Эдриан объясняет Джозефу, что этим он хотел показать ему, каково это — потерять всё, и после этого кончает жизнь самоубийством.
Джозеф пишет Мари письмо, в котором говорит, что они больше никогда не увидятся и оставляет ей большую часть бриллиантов; остальные бриллианты он использует, чтобы заплатить Чейни за возвращение обратно в «тюрьму».

## В ролях
| Актёр             | Роль                                |
| ----------------- | ----------------------------------- |
| Джош Бролин       | Джозеф Дюссе                        |
| Элизабет Олсен    | Мари Себастьян (Миа Дюссе)          |
| Шарлто Копли      | Эдриан Прайс («Незнакомец»)         |
| Сэмюэл Л. Джексон | Чейни начальник частной тюрьмы      |
| Лэнс Реддик       | Дэниэл Ньюкомб                      |
| Майкл Империоли   | Чаки друг Джозефа Дюссе             |
| Ричард Портноу    | Берни Шарки                         |
| Джеймс Рэнсон     | доктор Том Мелби                    |
| Макс Каселла      | Джейк Престон                       |
| Пом Клементьефф   | Хэнбок телохранитель Эдриана Прайса |
| Ханна Уэр         | Донна Хоуторн                       |
| Стивен Хаук       | Артур Прайс                         |
| Кэйтлин Дюлэйни   | Эмма Прайс                          |
| Лиззи Деклемент   | Аманда Прайс                        |
| Грей Деймон       | юный Джозеф Дюссе                   |
| Эрик Герсовиц     | юный Эдриан Прайс                   |
| Бретт Лапейроуз   | юный Чаки                           |
| Рами Малек        | Браунинг                            |

### Дубляж
| Актёр           | Роль           |
| --------------- | -------------- |
| Сергей Чихачёв  | Джозеф Дюссе   |
| Наталья Грачёва | Мари Себастьян |
| Даниил Эльдаров | Эдриан Прайс   |
| Олег Куценко    | Чейни          |
| Денис Некрасов  | Чаки           |
| Олег Щербинин   | Берни Шарки    |

## Создание
В 2008 году было заявлено, что Стивен Спилберг планирует снять новый фильм по мотивам манги «Old Boy». В ноябре 2009 года появилась информация о том, что съёмки фильма могут не состояться. Изначально представители компании «Show East» вели переговоры о создании ремейка фильма со студией «Universal». Затем голливудская компания «Mandate Pictures» перекупила у «Universal» права на съёмки фильма, а студия Спилберга «DreamWorks», в свою очередь, приобрела права у «Mandate Pictures». Летом 2009 года издательство манги «Old Boy» «Futabasha» подало в суд на «Show East», утверждая, что корейская компания «Show East» никогда не имела прав на ведение переговоров о создании ремейка. «Show East» же была ликвидирована по неизвестной причине («Futabasha» рассматривала неподтвердившуюся версию банкротства), а глава компании скрылся. «DreamWorks» не опубликовала никаких комментариев по поводу конфликта между «Futubasha» и «Show East». В августе 2009 года появилась информация о том, что работа над фильмом продвигается вперёд, несмотря на правовые сложности. Согласно заявлению «Futubasha» на её официальном сайте, их юридический спор с южнокорейской студией «Show East» не должен был повлиять на запланированные съёмки новой экранизации:

Мы очень рады новому проекту по экранизации Old Boy. В настоящее время права принадлежат Universal Pictures. Действия, предпринимаемые нами, никак не должны затрагивать права Universal или проект DreamWorks. Иск был подан в целях защиты авторских прав Гарона Цутии и Нобуаки Минэгиси, а также для обеспечения и защиты прав Futabasha по договору с Show East.
Оригинальный текст (англ.)We are very excited about this latest Old Boy project. Currently, the option rights are held by Universal Pictures. The legal action should not affect Universal's rights or the DreamWorks project in any way. The suit was commenced to protect the rights of Garon Tsuchiya and Nobuaki Minegishi, as well as to enforce and protect the rights of Futabasha under the contract with Show East.

В ноябре 2009 года появилась неофициальная информация, что студия «DreamWorks» не может достичь соглашения с «Mandate Pictures»; что «DreamWorks» потеряла интерес к работе над проектом, поэтому съёмки фильма не состоятся. В ноябре 2010 года представитель «Mandate Pictures» назвал информацию о работе над новым фильмом «интернет-слухами».
Однако в июле 2011 года стало известно, что режиссёр Спайк Ли всё-таки ведёт переговоры об американском ремейке южнокорейского фильма.
11 июля 2011 года «Mandate Pictures» в пресс-релизе сообщили о том, что Спайк Ли назначен режиссёром ремейка южнокорейского фильма по сценарию Марка Протосевича. 29 августа 2011 года стало известно, что главную роль в ремейке сыграет Джош Бролин, а по поводу роли антагониста ведёт переговоры Кристиан Бейл. Позднее эта роль была предложена Колину Фёрту, но он от неё отказался и на роль стал рассматриваться Клайв Оуэн. В мае 2012 года Deadline.com сообщил, что роль злодея фильма Эдриана Прайса исполнит Шарлто Копли. Позже к актёрскому составу присоединились Элизабет Олсен, Сэмюэл Л. Джексон и Нэйт Паркер. Позже в связи с конфликтом в графике съёмок Паркер был заменён на Джеймса Рэнсона.
Съёмки фильма начались в октябре 2012 года и проходили в Новом Орлеане. Джош Бролин решил узнать мнение режиссёра оригинального фильма Пака Чхан Ука перед тем, как согласиться на роль в ремейке. Режиссёр ответил в письме: «Вы получаете моё благословение. Но не пытайтесь повторить то, что сделали мы. Снимите свой фильм».

## Реакция

### Критика
Фильм получил в большей степени отрицательные отзывы кинокритиков. На сайте Rotten Tomatoes 40 % рецензий являются положительными, средний рейтинг фильма — 5,1 из 10. Общий консенсус критиков на сайте гласит: «Мрачный и кровавый, но неутешительно осторожный и поверхностный, ремейк Спайка Ли ни превосходит оригинал, ни добавляет ничего нового к его впечатляющему наследию».
Российский кинокритик Станислав Зельвенский из журнала «Афиша» поставил фильму одну звезду из пяти, назвав его «Подозрительно безобразным ремейком корейской классики».

### Сборы
При бюджете в 30 млн долларов в первые пять дней проката фильм собрал лишь $ 850 000 в 583 кинотеатрах, что привело его к кассовому провалу.